# إميلي بيسل
إميلي بيسل (بالإنجليزية: Emily Bissell) هي عاملة اجتماعية أمريكية، ولدت في 31 مايو 1861 في ويلمنغتون في الولايات المتحدة، وتوفيت في 1948.